# Kościół Najświętszej Maryi Panny Matki Odkupiciela w Poznaniu
Kościół Najświętszej Maryi Panny Matki Odkupiciela w Poznaniu – rzymskokatolicki kościół parafialny, zlokalizowany w Poznaniu na osiedlu Władysława Jagiełły na osiedlu administracyjnym Piątkowo na Piątkowie.

## Historia
20 sierpnia 1987 rozpoczęto budowę kaplicy. 11 listopada 1987 ks. arcybiskup metropolita poznański Jerzy Stroba poświęcił kaplicę, tym samym ustanawiając ośrodek duszpasterski. W 1991 erygowano parafię, a w 1993 rozpoczęła się budowa kościoła. W 1997 nastąpiło poświęcenie i wmurowanie kamienia węgielnego, przywiezionego z Ziemi Świętej, z Góry Ośmiu Błogosławieństw. Pierwszą mszę w kościele odprawiono w święto Bożego Ciała w 1998. W 2010 nastąpiła rozbiórka kaplicy.

## Architektura
Autorem projektu świątyni jest architekt Jan Kopydłowski. Kościół zbudowany jest na planie zbliżonym do krzyża greckiego, z wieżą wkomponowaną w ramię boczne. Od strony południowej przylega dom parafialny. W 2004 na placu przed kościołem ustawiono nowoczesną w kształcie kapliczkę z rzeźbą Matki Boskiej Odkupicielki. W 2011 postawiono przy kościele pomnik Jana Pawła II.

## Galeria

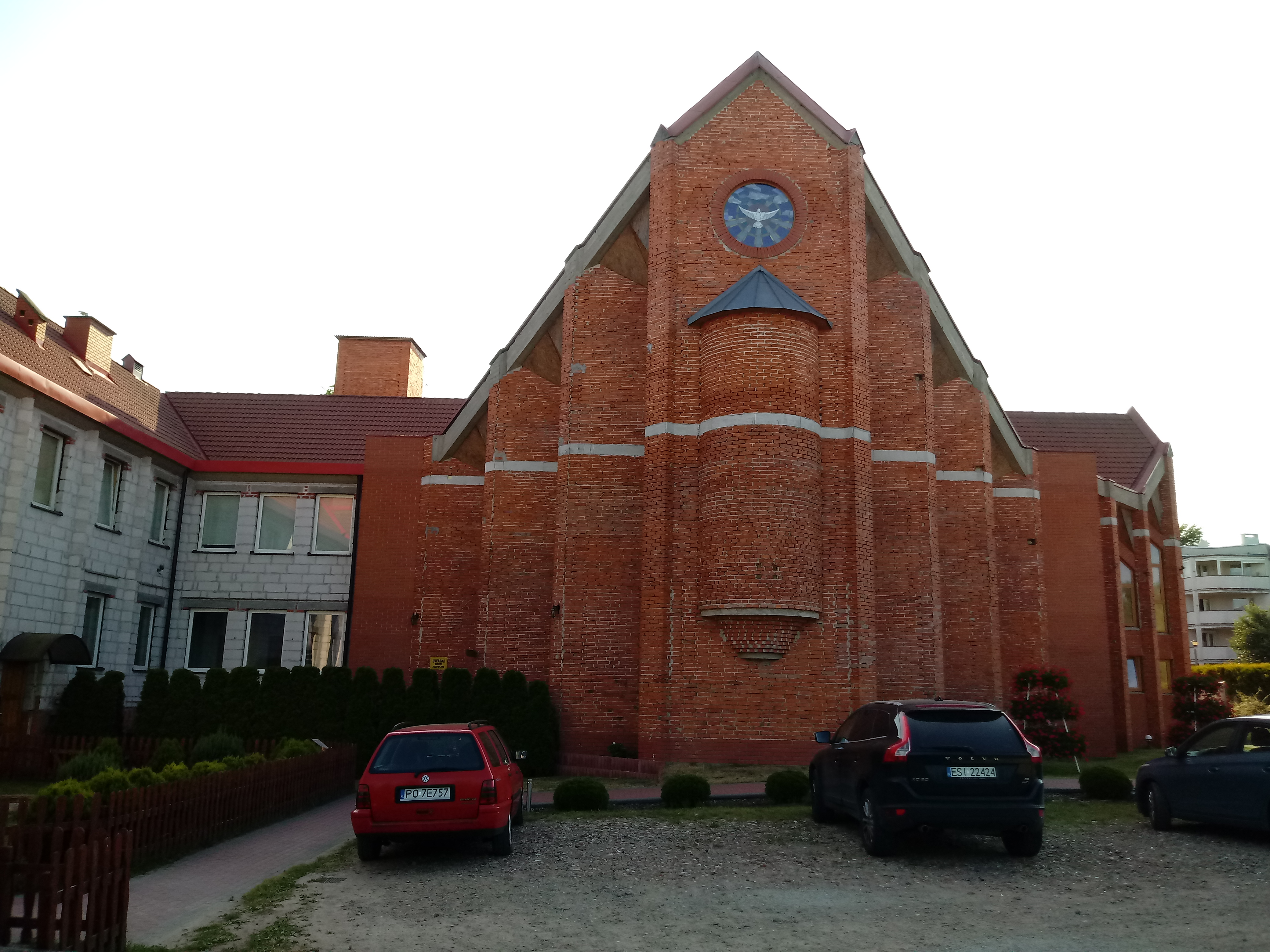
Widok od wschodu
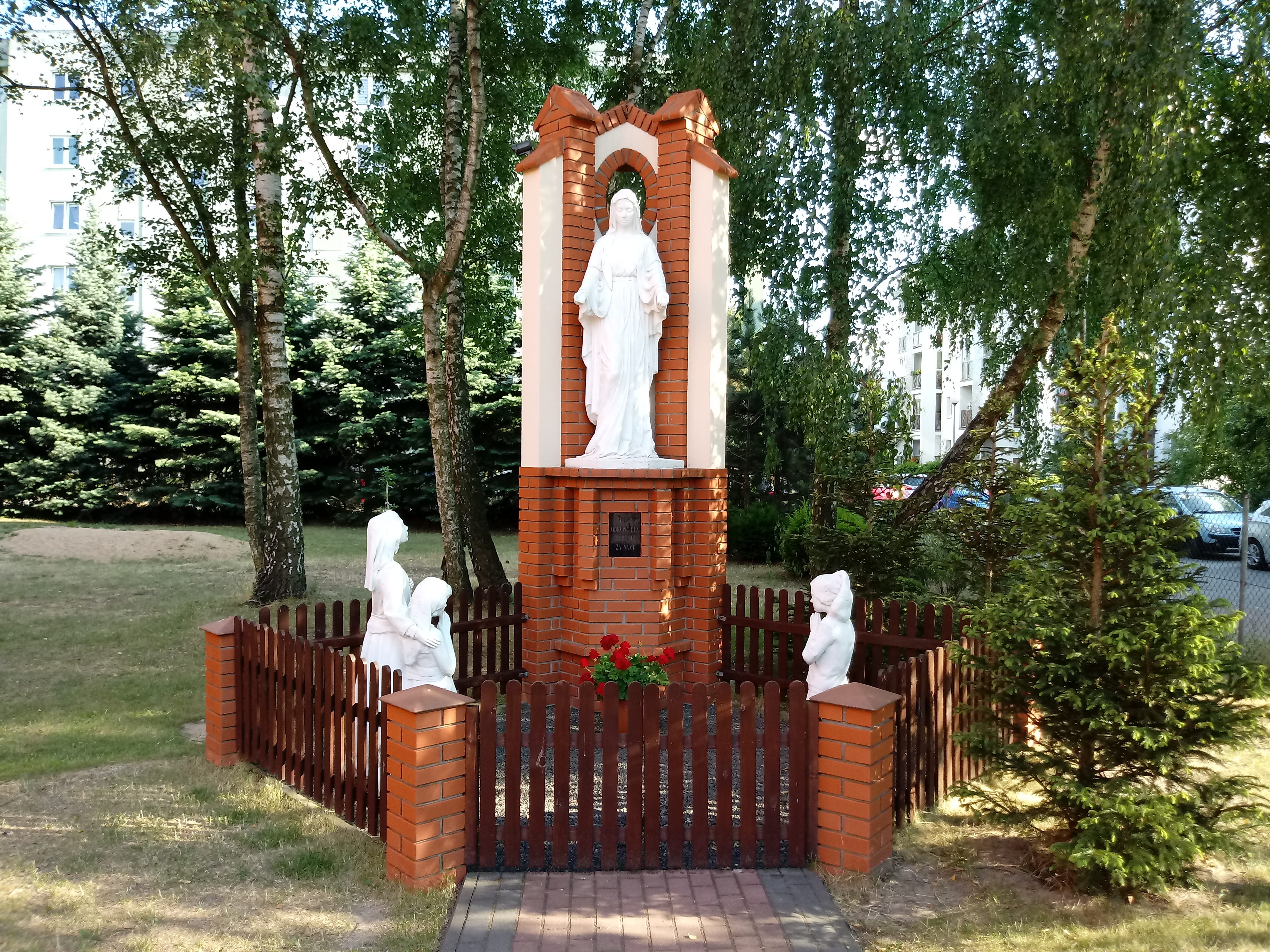
Kapliczka na terenie przykościelnym
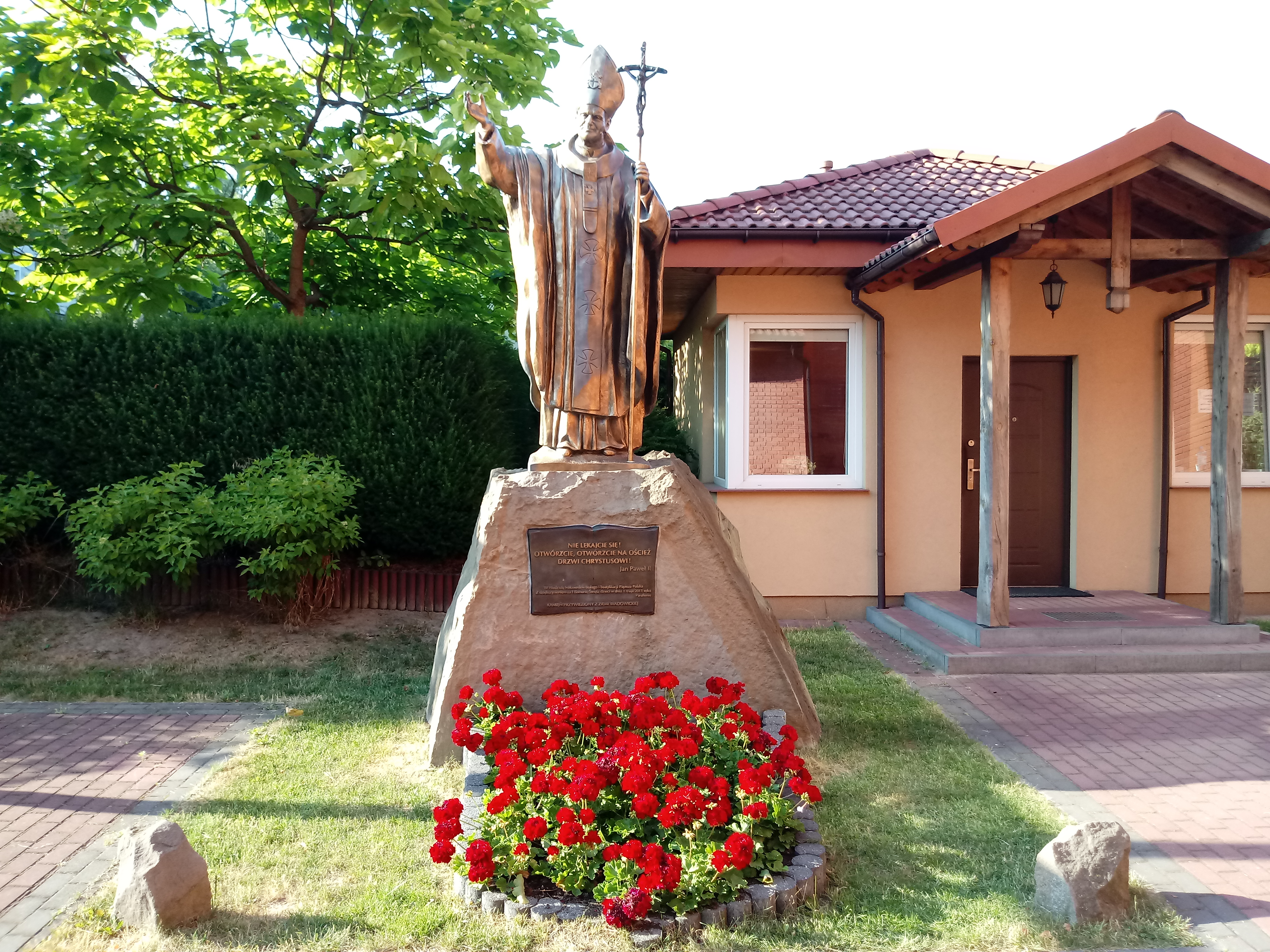
Pomnik Jana Pawła II przed kościołem